# Nurarihyon

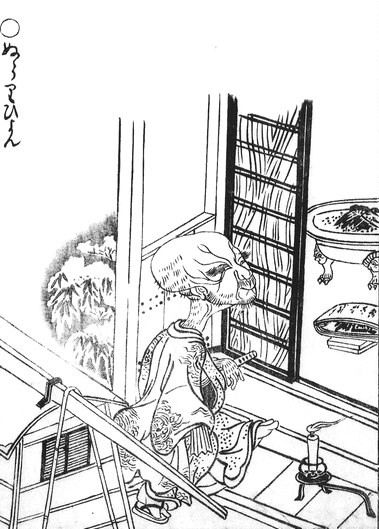
Nurarihyon, de Toriyama Sekien "Gazu Hyakki Yakō"

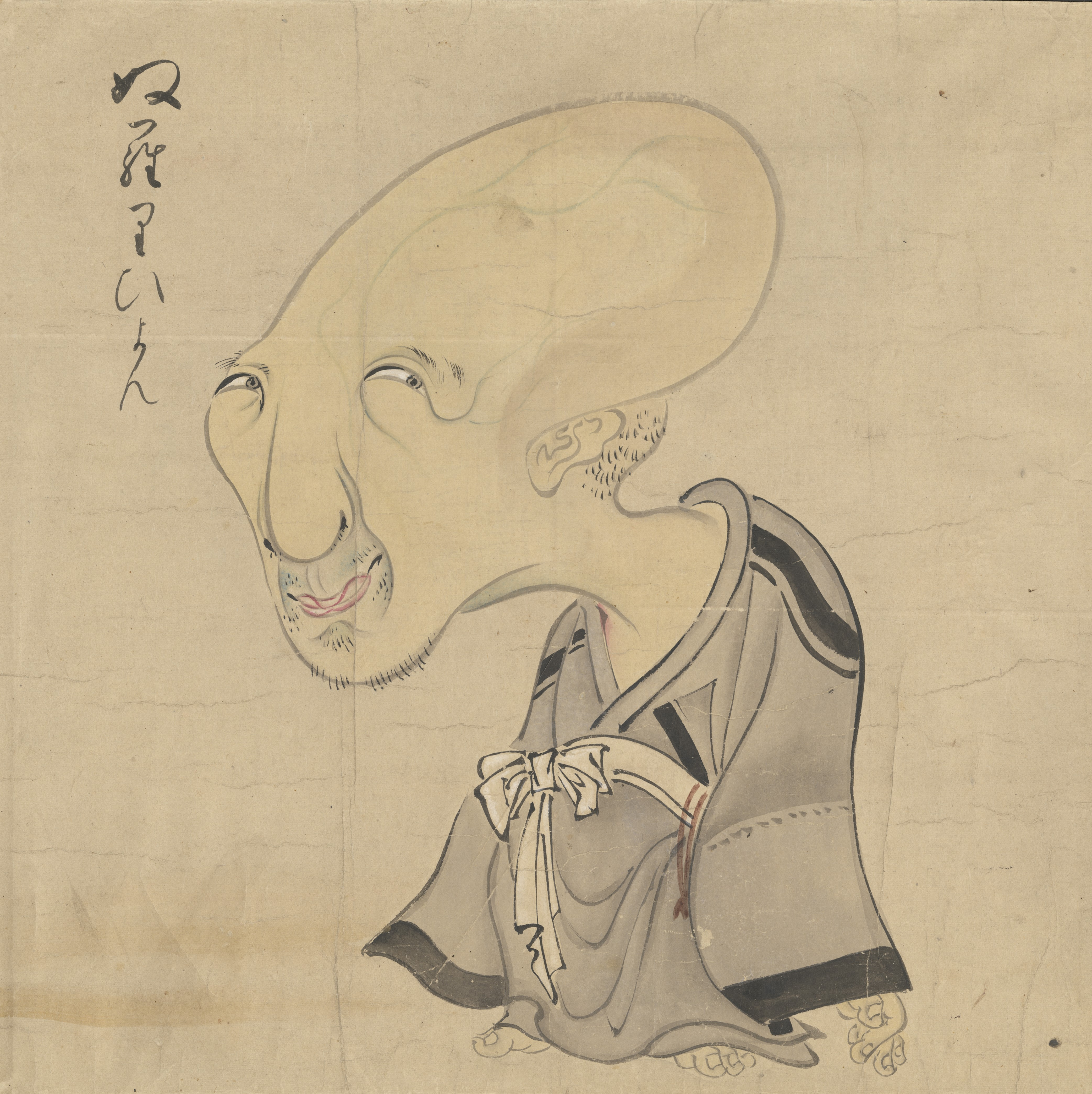
Nurarihyon, de Bakemono no e (化物之繪, en 1700)

Nurarihyon (ぬらりひょん?  alternativamente 滑瓢), o Nūrihyon (ぬうりひょん?), es un yōkai japonés del que se dice que se ha generado en la prefectura de Wakayama. Se especula que su nombre original era Nūrihyon, siendo Nurarihyon una lectura errónea que se perpetuó.

## Etimología
El nombre Nurarihyon es un portmanteau de las palabras "nurari" (en japonés: ぬらり o 滑) que significa "escurrirse" y "hyon" (en japonés: ひょん o 瓢), una onomatopeya que se usa para representar algo que flota. En el nombre, el sonido "hyon" se representa con el carácter usado para "calabaza". Este personaje no está relacionado con el yōkai marítimo de nombre similar de la prefectura de Okayama.

## Apariencia y conducta

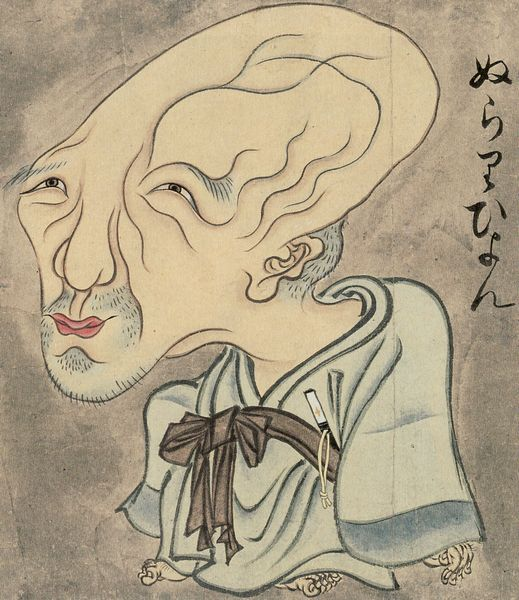
Nurarihyon, de Sawaki Sūshi "Hyakkai Zukan"

El Nurarihyon aparece generalmente como un hombre con una cabeza en forma de calabaza que viste un kesa. que se mete en las casas de la gente cuando no están, tomándose su te y comportándose como si la casa le perteneciese. Sin embargo, esta representación no se basa en el folklore, sino en los rumores de segunda mano, y es repetido en el medio Yōkai popular.

## Cultura Popular
El Nurarihyon se ha vuelto bastante popular en las narraciones modernas que tratan de yokai, debido particularmente a su falta de trasfondo concreto que queda librado a la interpretación. Uno de los medios en los que ha aparecido es en la popular serie de manga Gantz, donde aparece como un alienígena muy poderoso con capacidades regenerativas.

## Artículos externos
- Wikimedia Commons alberga una categoría multimedia sobre Nurarihyon.
- Nurarihyon – The Slippery Gourd at hyakumonogatari.com (English).
- Nurarihyon from Yōkai on Mizuki Shigeru Road: Sakaiminato Sightseeing Guide (en japonés)

- Datos: Q249273
- Multimedia: Yuki-onna / Q249273